# Chase Masterson
Chase Masterson, de son vrai nom Christianne Carafano, est une actrice et productrice américaine née le 26 février 1963 à Colorado Springs, dans le Colorado (États-Unis).

## Filmographie
- 1985 : Confessions of a Serial Killer : Blonde Prostitute
- 1993 : Married People, Single Sex : Beth
- 1993 : In a Moment of Passion : Tammy Brandon
- 1993 : Sacré Robin des Bois (Robin Hood: Men in Tights) : Giggling Court Lady
- 1994 : Hôpital central (General Hospital) (feuilleton TV) : Ivy Lief
- 1995 : Digital Man : Susie
- 1995 : Urgences (ER) (série télévisée) : Mrs. Phillips
- 1995 : Live Shot (série télévisée) : Sheila Rydell
- 1996 : Sliders : Les Mondes parallèles (Sliders) (série télévisée) : Kelly Welles
- 1997 : Marina
- 1997 : Ballerina Finale : Lori
- 1999 : Sammyville : Miranda Clark
- 1999 : Agence Acapulco (Acapulco H.E.A.T.) (série télévisée)
- 1999 : Star Trek : Deep Space Nine (série télévisée) : Leeta
- 1999 : Le Diable des glaces (Sometimes They Come Back... for More) (vidéo) : Major Callie O'Grady
- 2000 : The Specials : Moira Murphy
- 2001 : Le Feu qui venait du ciel (Lightning: Fire from the Sky) (TV) : Anna
- 2002 : Invasion finale (Terminal Invasion) (TV) : Cathy Garrett
- 2002 : Hôpital San Francisco (Presidio Med) (série télévisée) : Caroline Franklin
- 2003 : Advanced Warriors (vidéo) : Imogen
- 2004 : Creature Unknown : Kat
- 2005 : Take Out : Nicole Blu
- 2005 : Chastity : Madam
- 2005 : Manticore (TV) : Ashley Pierce
- 2006 : Robotech: The Shadow Chronicles : Janice (voix)
- 2008 : Yesterday Was a Lie : Singer